# Tha Eastsidaz
Tha Eastsidaz est un groupe de hip-hop américain, originaire de Long Beach, dans le comté de Los Angeles.

## Biographie
Le duo est formé à Long Beach, par les rappeurs et protégés de Snoop Dogg, Big Tray Deee et Goldie Loc, en 1999. Leur première apparition se fait sur le label Tommy Boy Records, avec le rappeur Crooked Eye Q en 1998 sur un titre appelé Feels So Good, produit par Battlecat. Les trois membres du groupe s'investissent sérieusement en 2000, après avoir signé sur le label de Snoop, Doggystyle Records. Distribué par TVT, leur premier album, Snoop Dogg Presents Tha Eastsidaz, est publié la même année, et est certifié disque de platine. Ils participent également au tube Lay Low de l'album de Snoop Dogg Tha Last Meal, ainsi qu'à la bande originale du film d'horreur Bones, dans lequel joue Snoop en 2001. Ils sont ensuite également invités à participer à l'album Music and Me de Nate Dogg avec la chanson Ditty Dum Ditty Doo.
L'année suivante, le 31 mai 2001, le second album du groupe, Duces 'n Trayz : The Old Fashioned Way. Il est bien accueilli par les critiques, et atteint la quatrième place du Billboard 200 et est certifié disque d'or, mais se vend moins que son prédécesseur[réf. nécessaire]. Ils enregistrent également un morceau, Got Beef, pour l'album des N.W.A, The N.W.A Legacy Vol.2. Toujours pour cette année 2002, ils participent à la bande originale du film Friday After Next, avec la chanson HighTimes (Ride With Us).
Le groupe se dissout après le départ de Snoop lorsqu'ils enregistraient leur second album, puis après la condamnation de Tray Deee à douze ans de prison pour tentative de meurtre. En 2005, Goldie Loc et Snoop Dogg se réunissent à nouveau pour reformer Tha Eastsidaz, pour un projet avec la IV Life Family. Le groupe est apparu aussi dans deux films (Baby Boy en 2001, puis leur propre film en 2005). Ils font également partie du collectif LBC Crew (Long Beach City Crew), avec Techniec, Bad Azz et Lil C-Style.
En 2021, ils participent à nouveau sur un titre de Snoop Dogg sur son album From tha Streets 2 tha Suites.

## Discographie
- 2000 : Tha Eastsidaz
- 2001 : Duces 'n Trayz : The Old Fashioned Way

## Filmographie
- 2001 : Baby Boy
- 2005 : Tha Eastsidaz[6]

## Distinctions
- Source Awards 2000 : nouveau groupe de l'année - groupe (récompensé)